# Kościół Zwiastowania Najświętszej Marii Panny w Białymstoku
Kościół Zwiastowania Najświętszej Marii Panny w Białymstoku – rzymskokatolicki kościół parafialny należący do parafii pod tym samym wezwaniem (dekanat Białystok – Białostoczek archidiecezji białostockiej).
Plac pod budowę świątyni i wzniesiony na nim krzyż został poświęcony w czasie wizytacji kanonicznej parafii w dniu 17 października 2005 roku przez arcybiskupa Edwarda Ozorowskiego. Budowa kościoła została rozpoczęta w maju 2007 roku, natomiast 3 sierpnia 2008 roku wspomniany wyżej arcybiskup Edward Ozorowski wmurował kamień węgielny. Projekt kompleksu sakralnego, w skład którego wchodzi świątynia parafialna, plebania i część administracyjno-pastoralna, opracował inżynier architekt Andrzej Kiluk. Trzynawowy kościół z centralnie umieszczoną kopułą jest nawiązaniem do wczesnochrześcijańskich bazylik oraz do architektury sakralnej połowy XX wieku. Zaplanowana fasada świątyni będzie ozdobiona reliefami z figuralnymi scenami biblijnymi. Pod koniec 2012 roku budowa kościoła była już na tyle zaawansowana, że można było w nim odprawić pierwszą mszę świętą – pasterkę, natomiast od dnia 10 kwietnia 2013 roku sprawowana jest w nim regularna służba Boża. Obecnie w świątyni trwają intensywne prace wykończeniowe.